# Chrysocycnis schlimii
Chrysocycnis schlimii Linden & Rchb.f. 1854, es una especie de orquídea epífita originaria de Sudamérica.

## Distribución y hábitat
Se encuentra en Venezuela, Colombia, Ecuador y Perú en lugares húmedos primarios, en los bosques de montaña en alturas de alrededor de 2000 metros.

## Descripción
Es una especie herbácea de tamaño medio a grande, que prefiere el clima fresco, es de hábito epífita que habita en los bosques nubosos en el borde de los bosques húmedos, en lugares de sombra, tiene pseudobulbo desnudo, de color rojo, ramificación con rizoma, estrechamente ovoide, ligeramente comprimido  con hojas aovado-elípticas o elíptico-lanceoladas, agudas  que son poco pecioladas en la base y florecen  con una sola flor de 7 cm de largo que se produce en una inflorescencia que aparece desde un pseduobulbo maduro y que tiene una envoltura lanceolada, acuminada en la base. La floración se produce en el otoño.

## Taxonomía
Bulbophyllum calyptratum fue descrita por Linden & Rchb.f.  y publicado en Bonplandia 2: 280. 1854.
Sinonimia
- Chrysocycnis schlimii Linden & Rchb.f.[1]
- Mormolyca schlimii (Linden & Rchb.f.) M.A.Blanco (2007).[3]

## Nombre común
- Castellano: Chrysocycnis de Schlimm (coleccionista belga de orquídeas en los años 1800).